# Amminali

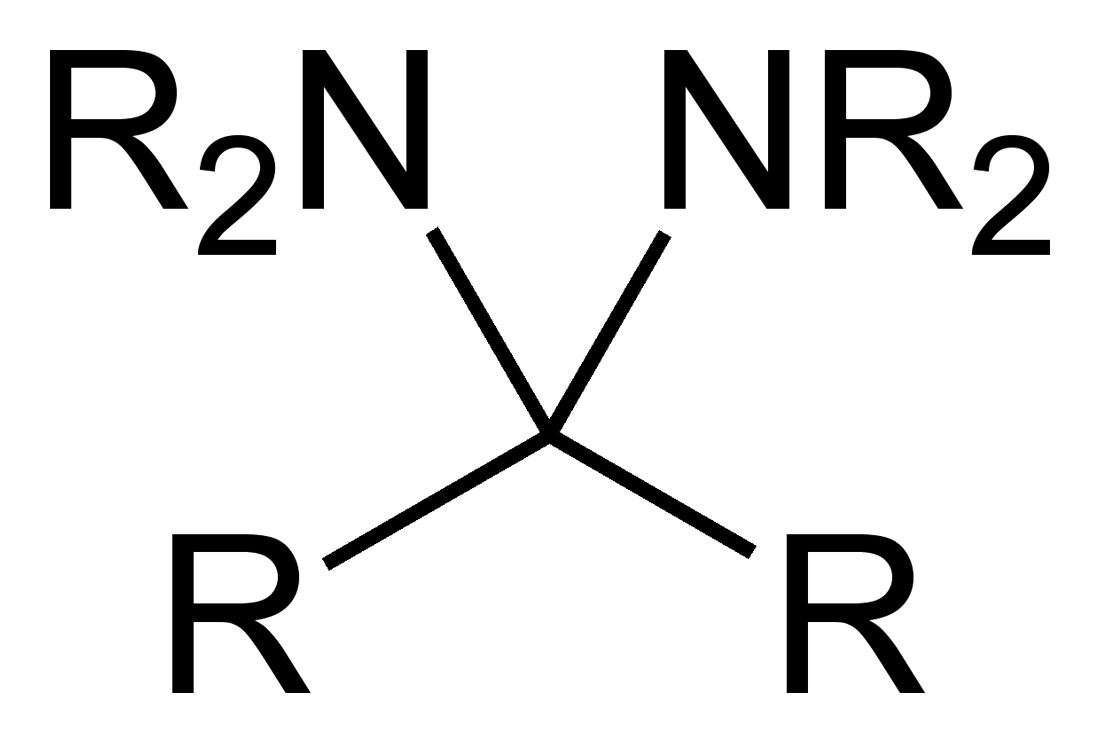
Amminale generico

Un amminale o amminoacetale è un gruppo funzionale o un tipo di composto organico che ha due gruppi amminici legati allo stesso atomo di carbonio: -C(NR2)(NR2)-. (Come è abituale in chimica organica, R può rappresentare l'idrogeno o un gruppo alchilico).
I gruppi amminali ed emiamminali sono analoghi agli acetali e agli emiacetali con l'azoto sostituito dall'ossigeno. Gli amminali si trovano, ad esempio, nella sintesi di Fischer dell'indolo. Gli amminali ciclici sono ben conosciuti, essendo normalmente derivati dalla condensazione di una diammina e un'aldeide. Un esempio (anche se non derivato da una diammina) è l'esametilentetrammina derivata dall'ammoniaca e dalla formaldeide.

## Eteri emiamminali
Etere emiamminale derivato da un'aldeide (sx) e da un chetone (dx)
Anche gli eteri emiamminali sono a volte chiamati amminali anche se ciò è scoraggiato dallo IUPAC. Gli eteri hanno la seguente struttura: R‴-C(NR'2)(OR")-R⁗. Le glicosilammine sono esempi di eteri emiamminali ciclici.